# 阿尔库维利亚德诺加莱斯
阿尔库维利亚德诺加莱斯，是西班牙卡斯蒂利亚-莱昂萨莫拉省的一个市镇。 总面积14平方公里，总人口191人（2001年），人口密度14人/平方公里。